# 八幡村 (三重県)
八幡村（やわたむら）は三重県一志郡にあった村。現在の津市美杉町奥津・美杉町川上にあたる。

## 地理
- 山岳：三峰山
- 河川：雲出川、伊勢地川、平倉川、坂本川

## 歴史
- 1889年（明治22年）4月1日 - 町村制の施行により、奥津村・川上村の区域をもって発足。
- 1955年（昭和30年）3月15日 - 竹原村・八知村・太郎生村・伊勢地村・多気村・下之川村と合併して美杉村が発足。同日八幡村廃止。

## 交通

### 鉄道路線
- 日本国有鉄道
  - 名松線
    - 伊勢奥津駅

### 道路
- 伊勢本街道（現・国道368号）